# Дачне (Сахалінська область)
Дачне (рос. Дачное) — село у Корскаковському міському окрузі Сахалінської області Російської Федерації.
Населення становить 1574 особи (2013).

## Історія
З 1905 по 3 вересня 1945 року у складі губернаторства Карафуто Японії, відтак у складі Корсаковського міського округу Сахалінської області.

## Населення
| 2002 | 2010  | 2013  |
| ---- | ----- | ----- |
| 1258 | ↗1642 | ↘1574 |